# Пчелинцев, Олег Сергеевич
Олег Сергеевич Пчелинцев (25 июля 1936 — 8 апреля 2006) — российский экономист. Доктор экономических наук, профессор, заведующий лабораторией Института народнохозяйственного прогнозирования РАН.

## Биография
Родился в Ленинграде. В 1958 году окончил экономический факультет МГУ. В 1958—1971 годах работал в Институте экономики АН СССР. В 1971—1976 годах — заведующий лабораторией в Центральном экономико-математическом институте АН СССР. В 1976—1986 годах — заведующий лабораторией в Институте системных исследований ГКНТ и АН СССР. В 1986—2006 годах — заведующий лабораторией в Институте народнохозяйственного прогнозирования РАН.
С 1990 года — член редколлегии и научно-редакционного совета журнала «Проблемы прогнозирования». Автор 5 книг и более 200 статей (глав) в российских и зарубежных научных журналах и книгах.
Погиб в результате ДТП 8 апреля 2006 года.

## Основные направления научных исследований
- макроэкономические проблемы реформирования экономики России и обоснования региональной политики;
- региональные условия экономического роста и перехода России к устойчивому развитию;
- инфраструктурные проблемы регионального развития;
- разработка концепций стратегий и программ развития регионов.

## Научные работы
- Экономическое обоснование размещения производства: методы, применяемые в капиталистических странах. М.: Наука, 1966;
- Программы хозяйственного освоения восточных районов СССР. М.: Экономика, 1975 (в соавторстве);
- Интенсификация общественного производства: социально-экономические проблемы. М.: Политиздат, 1987 (в соавторстве);
- Региональная экономика в системе устойчивого развития. М.: Наука, 2004.